# Vicent Sos Baynat
Vicent Sos Baynat (Castellón de la Plana, 6 de diciembre de 1895 - 5 de septiembre de 1992) fue un geólogo español.

## Biografía
Hijo de Vicente Sos Ferrando y María Baynat Sorribes, cursó la primera enseñanza en Castellón aunque estuvo enfermo entre los 10 y los 14 años. Sus dos tíos, Gaspar Sos y José Baynat, le introdujeron en las lenguas clásicas, latín y griego y en las Humanidades.
Marchó a Madrid en 1915, donde estudió Ciencias Naturales en la Universidad de Madrid, hasta su licenciatura en 1919 y doctorado en 1920. Entre sus profesores le influyó Eduardo Hernández – Pacheco, catedrático de Petrografía y Geología general, con quién “descubrió” la Sierra de Guadarrama, el Valle del Tajo, la Meseta, el Jarama, etc. También asistió a clases prácticas en el Museo Nacional de Ciencias Naturales de Madrid, y en el Jardín Botánico.
En 1926, obtuvo una plaza de Preparador en el Museo Nacional de Ciencias Naturales de Madrid. Allí conoce a José Royo Gómez, también geólogo y paleontólogo, que morirá en el exilio, en Venezuela. Fue pensionado por la Junta para Ampliación de Estudios e Investigaciones Científicas (JAE) a Londres y París, para realizar estudios Paleontológicos y Geológicos. Nombrado profesor del Instituto-Escuela, en 1932, ingresó como profesor de Ciencias Naturales en el Instituto Quevedo de Madrid. En 1934 leyó su tesis doctoral sobre “Estratigrafía y Tectónica de la Sierra de Espadán”, dirigida por Eduardo Hernández–Pacheco. En 1935 es nombrado catedrático por oposición en el Instituto de Castellón. El 2 de enero de 1936, contrajo matrimonio con Mercedes Paradinas Pérez del Pulgar en Castellón, donde nacieron sus hijos Alejandro y Mercedes.
Al comenzar la Guerra Civil, acude a Valencia para trabajar en el Museo Nacional de Ciencias Naturales y como catedrático en los institutos Luis Vives y Blasco Ibáñez. En enero de 1937, vuelve al Instituto de Castellón, como Director del Instituto Ribalta, hasta mayo de 1938 y asiste al XVII Congreso Geológico Internacional que se celebró en Moscú. Regresó a Valencia y al terminar la guerra se mantuvo escondido hasta 1950. A partir de esta fecha pasa a Extremadura, donde comienza a trabajar para el empresario lucense don José Fernández López, que necesitaba estaño para la fabricación de los envases de su indiustria conservera y estaba dispuesto a producirlo él mismo. Sosw Baynat era el encargado de investigar los múltiples yacimientos de casiterita existentes,  y de supervisar su explotación artesanal. Vicent Sos estuvo estudiando la geología de la zona durante casi 15 años, publicando una minografía sobre los minerales existentes en Extremadura. Con los ejemplares recogidos, creó finalmente el Museo de Geología de Extremadura, inicialmente concebido como laboratorio de investigación, en los sótanos de la residencia de José Fernández López 
(luego residencia del Presidente de la Junta de Extremadura).
En esta época publicó diversos estudios sobre la mineralogía de localidades como Villuercas, Montánchez y Sierra de San Cristóbal.
En 1966 fue repuesto en la Cátedra, por dos años.

## Reconocimientos
En 1965 obtuvo el premio nacional otorgado por la Real Academia de Ciencias Exactas, Físicas y Naturales por su trabajo Geología y mineralogía de la Sierra de San Cristóbal de Logrosán de Cáceres.
Socio de Honor de la Sociedad Española de Historia Natural, de la Sociedad Española de Geología, de la Institució Catalana d'Història Natural, fue presidente de la Sociedad Española de Mineralogía.
En 1983 fue nombrado académico de la Real Academia de Ciencias y Artes de Barcelona. Ese mismo año fue vicepresidente del I Congreso Español de Geología.
En 1984 recibió la Medalla de Plata del Ateneo de Castellón y se le dio su nombre a un instituto de bachillerato de la ciudad.
En 1985 se le concede la Medalla de Plata de la Ciudad de Castellón.
En 1988, el IGME y la Escuela de Ingenieros de Minas de Madrid le ofrecen un homenaje en reconocimiento de su trabajo y personalidad científica. En este mismo año, se le otorga el Trofeo Ciudad de Mérida.
En 1989 se le nombra Hijo Predilecto de la Ciudad de Castellón.
En 1990 se le declara Valenciano del Año.
En 1991 se inaugura el Museo de Geología de Extremadura (que lleva su nombre), creado por él, y se le nombra Hijo Adoptivo de Mérida, al tiempo que se le concede la Medalla de Extremadura.
El 18 de mayo de 1992 es nombrado doctor honoris causa por la Universidad Jaime I.

## Selección de obras
- La paleontología y el origen del hombre
- El nuevo mapa geológico de España
- La tectónica de Cataluña
- Geología del Estrecho de Gibraltar
- Las tierras rojas mediterráneas
- Los Pirineos vasco-españoles
- Aportaciones a la Geología de la provincia de Castellón
- El Triásico en la Sierra de Espadán y El Eoceno Continental de Vallibona
- Excursión geológica al Desierto de las Palmas
- Sobre Geología de Peñagolosa
- El cretácico de Vallibona'
- Tratado de Paleontología general y práctica
- La Geología de la Sierra de Villuercas
- El Mapa Geológico de Cañaveral
- La Geología de las casiteritas de Extremadura
- Los yacimientos de Wolframita de la Sierra de Montánchez
- Geología, mineralogía y mineralogenia de la Sierra de San Cristóbal, Logrosán (Cáceres). Real Academia de Ciencias Exactas, Físicas y Naturales de Madrid, 1967. BNE Signatura 12/372806.
- Morfoestructura de las costas de Castellón
- Los terrenos paleozóicos, triásicos y cretácicos de Moró-Villafamés
- Los terrenos del valle de Borriol, Pobla Tornesa y Bartolo
- Introducción a la mineralogía de Castellón
- La Plana de Castellón como glacis relicto
- El cretácico entre el barranco Carbó y Peñagolosa
- Los yacimientos fosilíferos del cuaternario de Castellón
- La Geología de la provincia de Castellón
- Bibliografía Geológica de Castellón